# Saasenheim
Saasenheim è un comune francese di 592 abitanti situato nel dipartimento del Basso Reno nella regione del Grand Est.

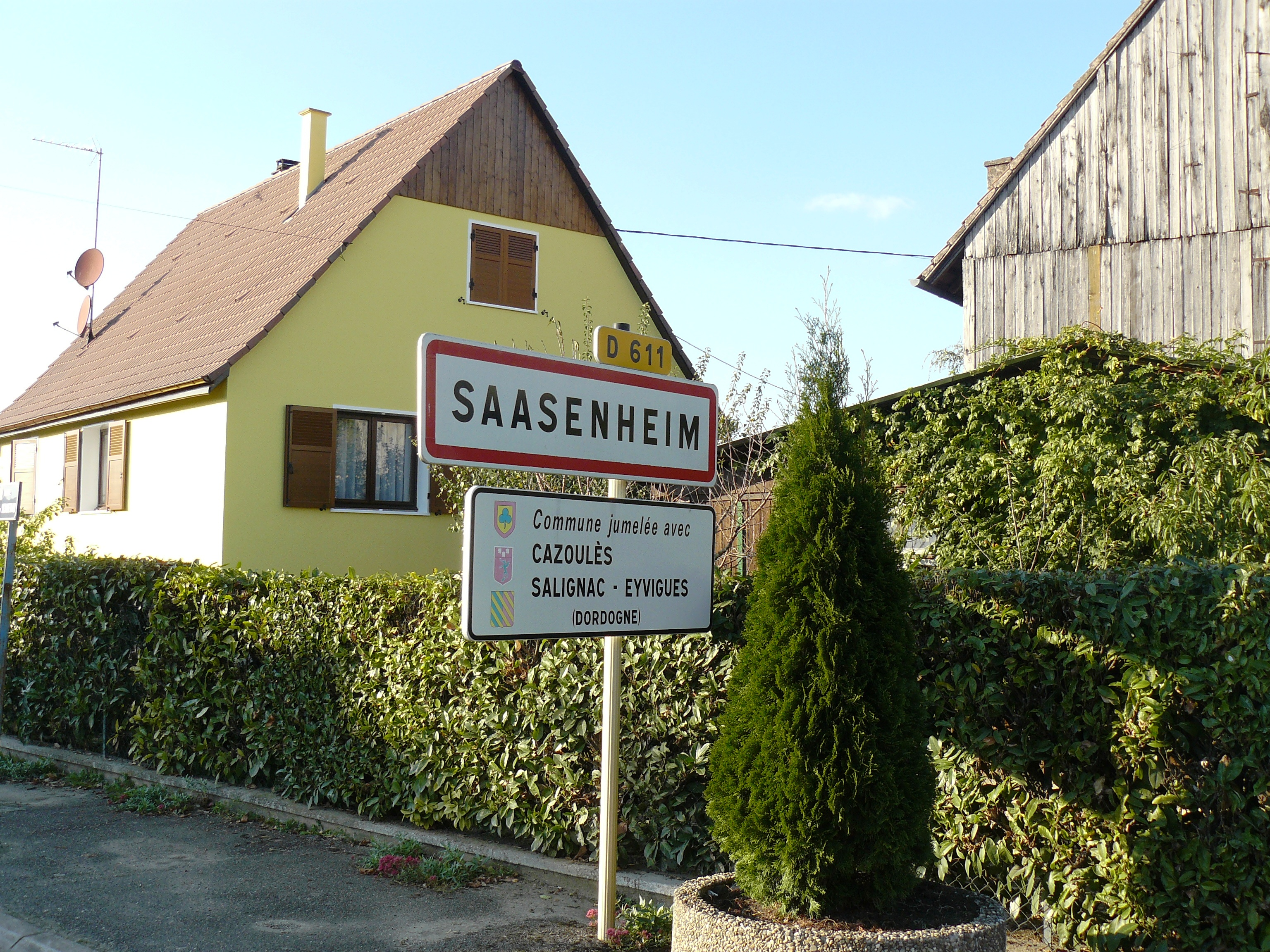
Cartello d’ingresso nel paese

## Società

### Evoluzione demografica
Abitanti censiti

## Amministrazione

### Gemellaggi
Saasenheim è gemellata con:
- Cazoulès, Francia
- Salignac-Eyvigues, Francia